# Gouvernement de Géorgie (Empire russe)
Pour les articles homonymes, voir Gouvernements de Géorgie.
1801–1840
Entités précédentes :
- Royaume de Kartl-Kakhétie

Entités suivantes :
- Gouvernement de Géorgie-Iméréthie

Le gouvernement de Géorgie (en russe : Грузинская губернія, grouzinskaïa goubernia, en géorgien : საქართველოს გუბერნია, sakartvelos goubernia) est un gouvernement de l'Empire russe créé le 6 mars 1801 (18 mars dans le calendrier grégorien) après l'annexion du Royaume de Kartl-Kakhétie. Sa capitale est Tiflis.

## Histoire
Le gouvernement est établi en 1801 à la suite de la publication du manifeste de Paul Ier du 18 janvier 1801 (30 janvier dans le calendrier grégorien) rattachant la Géorgie orientale à l'Empire russe. En 1812 le traité de Bucarest octroie à l'Empire russe des territoires dans le Caucase aux dépens de l'Empire ottoman, ceux-ci sont rattachés au gouvernement de Géorgie.
En 1840 l'administration du Caucase est réorganisée et le gouvernement de Géorgie fusionne avec les oblasts arménien et d'Iméréthie pour devenir le gouvernement de Géorgie-Iméréthie.

## Subdivisions administratives
Le gouvernement est initialement constitué des cinq ouïezds suivants :
- Gori ;
- Doucheti ;
- Lorri ;
- Sighnaghi ;
- Telavi.